# Erich und das Polk
Erich und das Polk waren eine deutsche Folkrock-Band um den Ex-Zupfgeigenhansel Erich Schmeckenbecher. Thema der Band war die von Schmeckenbecher seit 1987 verfolgte Idee, eine Neue deutsche Volksmusik zu schaffen, die verschiedene Musikstile wie Polka, Rock, Blues, Walzer, Tex-Mex, Cajun etc. miteinander verband. Als Bezeichnung für den Mischmasch prägte Schmeckenbecher den Begriff POLK.

## Geschichte
Erich und das Polk entstanden 1992, als Schmeckenbecher für einen Auftritt beim Tanz- und Folkfestival Rudolstadt eine Band zusammenstellte, die sich damals noch Erich und die Polkageister nannte. Im Herbst desselben Jahres spielte die Band als Erich und das Polk ihre erste CD ein: Immer wieder – Volksmusik aus dem Urgrund. Die CD wurde mit dem Preis der deutschen Schallplattenkritik ausgezeichnet. Erich und das Polk bekamen daraufhin einen Vertrag beim Plattenlabel eastwest. Mit ihrer dort veröffentlichten zweiten CD Wir sind das Polk (1994) schwammen Erich und das Polk kurzzeitig auf der Erfolgswelle der sog. Neuen Volksmusik mit, die sich im Zuge des Erfolges des Österreichers Hubert von Goisern eingestellt hatte. Einige Texte der beiden CDs wurden von Hans Eckard Wenzel verfasst, andere von Steffen Mensching.
Neben Erich Schmeckenbecher (Mandoline, Gesang, Gitarren) spielten bei Erich und das Polk Ulli Beeg (Akkordeon, Gesang), Stefan Hiss (Akkordeon, Gesang), Volker Schuh (Bass), Michael Roth (Mundharmonika, Akkordeon) und Egbert Fugger (Schlagzeug). 1994 ersetzte Rainhard Albrecht Egbert Fugger am Schlagzeug, 1995 kam Patch Pacher für Rainhard Albrecht und Hiss-Freund Andi Feller (Gitarre) für Ulli Beeg in die Band.
Durch die verschiedenen personellen Wechsel hatte sich die Band von ihrem ursprünglichen, von der Presse sowie dem Publikum hoch gelobten, einzigartigen Polk-Sound entfernt. Die einst bunte Truppe unterschiedlicher Individualisten wurde immer mehr von Stefan Hiss und seinen musikalischen wie inhaltlichen Vorstellungen dominiert, was zu Differenzen über den weiteren Weg der Band führte.
Im März 1995 verließ Stefan Hiss schließlich Erich und das Polk und die Band zerfiel. Hiss gründete kurze Zeit später mit Roth, Schuh, Pacher und Feller seine eigene Band HISS. Erich Schmeckenbecher verfolgte seine Solokarriere weiter. Ulli Beeg trat bis zu seinem Tod im Mai 2004 mit wechselnden Partnern als Trio bzw. Duo Bagatelli auf.

## Diskografie
- 1992: Immer wieder - Volksmusik aus den Urgrund (Eigenverlag)
- 1994: Wir sind das Polk (eastwest)